# マンボウやしろ
マンボウやしろ（1976年7月19日 - ）は、日本のタレント・演出家・脚本家・ラジオパーソナリティ。
千葉県南房総市出身。吉本興業所属。血液型はB型。身長178cm、体重60kg。本名は家城 啓之（やしろ ひろゆき）。
かつてはお笑いコンビ・カリカのメンバーとして活動。現在も、ニューカリカにコンビ名を改め、不定期に活動している。

## 略歴
千葉県立安房高等学校卒業。明治大学中退。
1997年に林克治と「カリカ」を結成。ボケ、ネタ作りを担当。
2003年12月に作・演出・出演の一人劇団『劇団乙女少年団』（通称オトメメン）を立ち上げ。
2011年9月9日に新宿ロフトプラスワンで行われたライブにおいて、9月24日によしもと浅草花月でのイベントをもってコンビ解散を発表した。 解散と同時に林は芸能界を引退したのに対し、家城は2012年1月以降は芸名を「マンボウやしろ」に改名してピン芸人に転向。
2016年にサイコロをふって1の目が出なかったら芸人を引退すると公言していたが、パーソナリティを務めるラジオ番組『Skyrocket Company』（TOKYO FM）および7月18日のTwitterにて芸人を引退し、以降はラジオパーソナリティ、タレント、脚本家、演出家として活動すると発表。作家としては本名の「家城啓之」名義、レギュラーを務めている番組は引き続き「マンボウやしろ」名義で活動。ただしドラマ脚本などではほぼ「マンボウやしろ」名義を使用（あるいは併記）している。
鳥取県に10年以上番組収録で通うなど縁があることから、2019年に「とっとりふるさと大使」に就任。
2021年2月16日に株式会社アン・ミカエルを設立。

## 人物・エピソード
- 高校時代には、友人と「ちぐはぐ」というコンビを組んでいた（やしろは「ちぐ」担当）。卒業後、林を誘い「カリカ」を結成した。
- 天然パーマの長髪と眉毛を剃った特異なルックスが特徴だったが、近年は眉毛を生やしている。「常に寝起きみたいな顔」とも言われている[12]。
- 『マンスリーよしもと』掲載の「よしもと男前ブサイクランキング」ブサイクランキングで2003年度より毎年ランクイン、2009年度より3年連続1位で史上4人目の殿堂入りとなった。
  - 2003年度7位、2004年度7位、2005年度2位、2006年度3位、2007年度3位、2008年度2位、2009年度1位、2010年度1位、2011年度1位
- 放送作家の鈴木おさむは高校の先輩であり、家城の姉とも親しい。
- 山本寛斎を尊敬してやまず、自身のブログのタイトルにもしている。
- 東京シュール5の設立者。
- 好きな動物はラブラドール・レトリーバー。
- 『SCHOOL OF LOCK!』教頭時代は、後枠番組がJET STREAMであったことから、当時の機長であった伊武雅刀のモノマネを度々番組内で披露していた。
- 2007年に1年間限定でブログを書き、ほぼ毎日複数回更新した。ブログ名は「2007年限定ブログ」。その後「山本寛斎に追いつけ追い越せ！〜情熱編〜」に改名し、不定期更新となる。2009年8月に覚醒剤使用の擁護ともとれる内容が炎上し、一時更新停止する。2013年9月をもってブログ更新終了。
- 『まぐまぐ!』より不定期に有料メールマガジンを発行している。まぐまぐ大賞2019年受賞・殿堂入り。
- 2016年1月、『スポーツニッポン』にて大本彩乃（Perfume）との交際が報道された[13]が、『Skyrocket Company』番組内にて自らこれを否定している。
- 2017年7月19日、「パンダやしろ」に改名を宣言。これは、後輩のいけや賢二（犬の心）の娘が水族館に行ってから海洋生物が苦手になったらしく、テレビにマンボウが出てきても泣いてしまうためとし、自身の誕生日をきっかけに改名に至った[14]。しかし結果的に定着せず、後日にはこれまで通り「マンボウ」を名乗っている。
- 2019年に『日本ジェスチャー協会』を発足、ジェスチャーゲームのライブを行っている[15]。
- 2021年1月19日の『Skyrocket Company』番組内でロンドンブーツ1号2号（田村亮・田村淳）および「ロンドンブーツ複数号計画」の一環で「ロンドンブーツ3号」となった森本英樹（ニブンノゴ!）がゲスト出演した際、オファーを受け「ロンドンブーツ5号」に就任する[16]。

## 出演

### 映画
- Please Please Please（2017年1月14日公開）- 叔父・靖夫役
- Little DJ〜小さな恋の物語（2017年12月15日公開）- レコード店員役

### テレビバラエティ
- 雨上がり決死隊のトーク番組アメトーーク!（テレビ朝日系） - 不定期出演
- お願いランキング （テレビ朝日系） - お願いレッド、怪盗レッド（声の出演）
- √るーと／√るーとhigh↑／√るーとhigh↑2（2010年4月 - 、NHK鳥取）
- 生うどんザ☆生（LIVE）（kawaiianTV） -アシスタントMC
- BSスカパー!って知ってますか!?（BSスカパー!、2015年10月11日）
- 演劇人は、夜な夜な、下北の街で呑み明かす…（BSスカパー、2016年6月29日）
- SWITCHインタビュー 達人達（NHK）、2020年10月10日） - アンミカと対談

### テレビドラマ
- ラッキーセブン 第3話（2012年1月30日、フジテレビ系）
- 東京全力少女 第2話（2012年10月17日、日本テレビ系）- フリーマーケット店員 役
- Oh,My Dad!!（フジテレビ系）- 漫画喫茶店員 役
- 絶メシロード（テレビ東京） - ハッピー浜崎（ラジオの声） 役
  - 2021年元日スペシャル（2021年1月2日）
  - Season2 第3話（2022年9月10日）
- ザ・モキュメンタリーズ 〜カメラがとらえた架空世界〜 第6話「ハラハラ♥ハラスメント」（2021年、WOWOWプライム） - マンボウやしろ 役（本人役）[17][18]　※WOWOWオンデマンドでも配信
- ファイトソング 第7話・第8話（2022年2月22日・3月1日、TBS） - ラジオDJ（本人）役

### ラジオ
- SCHOOL OF LOCK!（2005年10月3日 - 2012年3月29日、TOKYO FM）初代メインパーソナリティやしろ教頭として出演
- Skyrocket Company （2013年4月1日 - 、TOKYO FM）- パーソナリティやしろ本部長として出演
- SCHOOL OF LOCK! UNIVERSITY（2019年4月5日 - 2019年12月27日、TOKYO FM）パーソナリティマンボウやしろ教授として出演
- 風とロック - 放送作家として出演
- やしろ荘でごにょごにょ（NHK鳥取）2016年3月まで鳥取県のみの放送。2016年4月より中国地方で放送。
- やしろと又吉 ひとりの夜に（2016年8月12日、2017年8月18日、2017年12月27日など、NHK-FM）（2013年から不定期）

### 舞台
- 田村亮一座 田村亮一座『とりあえずジントニック』（2010年1月、シアターサンモール）
- 友達の友達 第2回公演『旅立ちの旅立ち』（2012年11月、下北沢シアター711）- 母親役ほか
- 田村亮一座『大きなグミの木の下で』（2012年9月、俳優座）
- ドーナツ博士とGO!GO!ピクニック（2013年）
- 田村亮一座 名刺公演『シェアハウスとYシャツと私』（2013年5月、神保町花月）
- マンボウやしろの告別ショー『帽子ヲ風ガ〜何違いな3人〜 』（2013年7月、銀座博品館劇場）
- 田村亮一座 『シンドロームで逢いましょう 』（2013年11月、エコー劇場）
- イルネス共和国（2014年2月22日・23日、銀座博品館劇場）
  - 出演：加藤浩次（極楽とんぼ） / 六角精児 / 矢作兼（おぎやはぎ） / マンボウやしろ / 秋山竜次（ロバート） / 吉村崇（平成ノブシコブシ）
- 時代に流されろ（脚本・演出、2015年3月、本多劇場）
- いつか遭えたら 〜娘の夢を母が斬る!?〜（2016年、シアターサンモール） - 女装家ズッキーニ役
- イルネス製作所〜今世紀最大の発明〜（2015年7月4日・5日、東京グローブ座）
  - 出演：加藤浩次（極楽とんぼ） / 六角精児 / 矢作兼（おぎやはぎ） / マンボウやしろ / 秋山竜次（ロバート） / 吉村崇（平成ノブシコブシ）

## 作品
- カリカ、劇団乙女少年団の作品は各項を参照。

ドラマ脚本は特記を除きマンボウやしろ名義。

### テレビドラマ
- 絶メシロード（2020年、テレビ東京）- 脚本[19] ※家城啓之名義
- 病室で念仏を唱えないでください 〜サトリ研修医・田中玲一〜 （2020年、TBSテレビ系・Paravi）- 脚本 ※家城啓之名義
- あのコの夢を見たんです。（2020年、テレビ東京）- 脚本
- お耳に合いましたら。（2021年、テレビ東京）- 脚本
- 量産型リコ（2022年、テレビ東京）- 脚本
- ひともんちゃくなら喜んで!（2023年、朝日放送テレビ）- 脚本
- 量産型リコ -もう1人のプラモ女子の人生組み立て記-（2023年、テレビ東京）- 脚本
- カプカプ（2024年、テレビ東京）- 脚本
- ジョフウ 〜女性に××××って必要ですか?〜（2025年、テレビ東京）- 脚本

### ラジオドラマ
- NISSAN あ、安部礼司〜BEYOND THE AVERAGE（TOKYO FM）- 脚本

### 舞台
カリカ家城　として脚本・演出
- 籠の城（2008年10月） - 演出のみ
  - 出演：林克治（カリカ）、犬の心、しずる、関町知弘（ライス）、かたつむり
- KISS KISSKISS 2010（2010年1月） - 演出のみ
  - 出演：平田敦子、安達健太郎（カナリア）、チーモンチョーチュウ、ブレーメン、ジャングルポケット
- 肉体の悪魔（2011年10月） - 演出のみ
  - 出演：家城啓之（カリカ）、はんにゃ、ちすん、他
- kisskisskiss 2011 in 大阪（2011年3月、ヨシモト∞ホール大阪）[20]
- スクールオブザデッド（2011年12月） - 演出のみ
  - 出演：ジューシーズ、ジャングルポケット、Bコース、他

マンボウやしろ　として脚本・演出
- 怪獣がやってきた！（2012年3月） - 演出のみ
  - 出演：ニブンノゴ!、ギンナナ、ガリットチュウ、Bコース
- エクセレント！！（2012年4月）
  - 出演：ライス、五明拓弥（グランジ）、佐藤大（グランジ）、かたつむり林、カゲヤマ、ランパンプス、伊藤真奈美（THEフォービーズ）、工藤史子
- ワクワクドキドキよ〜いドン！〜WDYD〜（2012年8月） - 演出のみ
  - 出演：LLR、ミルククラウン、ジャングルポケット、かたつむり林、まえうしろ、児玉絹世
- マンボウやしろの告別ショー2012ピザババアの唄（2012年6月、銀座博品館劇場）
  - 出演：マンボウやしろ、犬の心押見、ノンスモーキン中尾、コンマニセンチ堀内、サルゴリラ児玉、デッカチャン、カゲヤマ
- Money X'mas（2012年11月） - 演出のみ
  - 出演：かたつむり林、グランジ、ピクニック、いぐちしおり（THEフォービーズ）、岡田亜矢（THEフォービーズ）
- メリークリスマス“4”ユー！〜four again〜（2012年12月） - 演出のみ　
  - 出演：サカイスト、犬の心、ブロードキャスト、かたつむり、シソンヌ、武内由紀子、他
- KISS KISSKISS　2013（2013年1月）
  - 出演：平田敦子、ブロードキャスト、コンマニセンチ、エリートヤンキー、町のベーカリーズ
- 目を閉じて、、、よ（2013年1月）
  - 出演：椿鬼奴、レイザーラモン、犬の心、中澤章吾（かたつむり）、西村ヒロチョ、松崎映子、他
- ビリビリ始まる（2013年1月）
  - 出演：ふくろとじ、セブンbyセブン、ハンマミーヤ、カゲヤマ、ランパンプス、他
- ねぇパンダさん（2013年5月）
  - 出演：ランパンプス、フクロトジ、セブンbyセブン、ハンマミーヤ、カゲヤマ、他
- みず と つち（2013年7月） - 演出のみ
  - 出演：ボーイフレンド、LLR、グランジ、ピクニック、大貫さん（タカダ・コーポレーション）、ランパンプス、伊藤真奈美
- マンボウやしろの告別ショー2013帽子ヲ風ガ　〜何違いな3人〜（2013年7月、銀座博品館劇場）
  - 出演：マンボウやしろ、金田哲、秋山竜次、伊藤修子、福田転球、坂本美雨、デッカチャン、犬の心、カゲヤマ、ランパンプス、ウリ
- オカマーズ9（2013年10月）
  - 出演：ネイキッドボーイズ、犬の心、シューレスジョー
- 芸人の詩〜いろはにポエと〜（2013年10月） - 演出のみ
  - 出演：犬の心、ライス、竹内健人、ラフレクラン、児玉絹世、伊藤真奈美　ブロードキャスト!!、かたつむり、遠山大輔（グランジ）、五明拓弥（グランジ）、ピクニック、シューレスジョー
- 時代に流されろ!（2014年、神保町花月／2015年3月、本多劇場）[21]
  - 出演：ピクニック、シューレスジョー、囲碁将棋、ボーイフレンド、ランパンプス・寺内、伊藤真奈美、児玉絹世
- 七夕の次の日（2014年7月） - 演出のみ
  - 出演：とにかく明るい安村、ピクニック、竹内健人、シューレスジョー、光永、児玉絹代
- 斜本〜しゃほん〜（2014年10月）
  - 出演：ピクニック、シューレスジョー、囲碁将棋、ボーイフレンド、ランパンプス、伊藤真奈美、児玉絹世
- マンボウやしろの告別ショー2014人は百年、猿は億年（2014年10月、俳優座劇場）
  - 出演：マンボウやしろ、タナカダファミリア、ヨースケ@HOME、枝村明子、児玉絹世、デッカチャン、犬の心、安藤聖、坂田聡、山崎樹範
- リズム＆ライス〜その男のリズム〜（2014年12月）
  - 出演：犬の心、榊原徹士、ピクニック、中尾伸吾（ノンスモーキン、児玉絹世、森本未来、やさしいズ、加藤啓
- ラブコント・愛の賛歌　2015（2015年2月、ルミネtheよしもと）
  - 出演：中尾しんご、犬の心、児玉絹世、デッカチャン、ライス、ランパンプス、徹道、グランジ、伊藤真奈美
- ラブコント・愛の賛歌　2015（2015年5月　ルミネtheよしもと）
  - 出演：中尾しんご、犬の心、松田百香、デッカチャン、ライス、ランパンプス、永井佑一郎、グランジ、伊藤真奈美、ロバート山本
- サイレントキャスター（2015年5月）
  - 出演：横澤夏子、かなで（ダブルキャスト）、マイルドシュート、ボーイフレンド、ピクニック、シューレスジョー
- ナツテール（2015年7月）
  - 出演：犬の心、ピクニック、シューレスジョー、ボーイフレンド、伊藤真奈美、森公平、山田裕磨（いまさらジャンプ）
- ねじこみ〜消える命が入る音〜（2015年9月）
  - 出演：小川菜摘、YOU、金成公信（ギンナナ）、井並テン
- 月を超えて〜オーバー・ザ・タブー〜（2015年12月）
  - 出演：ランパンプス、五明拓也（グランジ）、ピクニック、シューレスジョー、デッカチャン、シマッシュレコード、ひらきっぱなし、片山萌美
- やましげ春のしげ祭り本公演 〜主演 山崎樹範〜（2016年3月、赤坂RED/THEATER） - 演出のみ
  - 出演：山崎樹範、伊藤真奈美　※脚本：浅野妙子、劇団ひとり、SHOCK EYE、鈴木おさむ、松村武、箭内道彦
- マンボウやしろの告別トークショーラジオに消されたもの（2016年4月、恵比寿エコー劇場）
  - 出演：マンボウやしろ（日替わりゲスト）山崎樹範、浜崎美保、遠山大輔（グランジ）
- シェア・ザ・ワールド（2016年5月）
  - 出演：森公平、サンシャイン、スクールゾーン、やさしいズ、ゆにばーす、そいつどいつ市川、かなで、グランジ五明
- マンボウやしろの告別ショー2016 サイコロ出鱈目（2016年7月、ルミネtheよしもと）
  - 出演：マンボウやしろ、ギンナナ金成、犬の心押見、 ロバート秋山、ピース又吉、しずる池田、生ハムと焼うどん、RYO-Z（RIP SLYME）
- ラフドール（2019年7月6日、7日、大塚ドリームシアター） - 脚本・演出[22]

家城啓之　として脚本・演出
- さがり（2016年11月 - 12月、神保町花月） - 脚本・演出[23]
- 世界の何処かにいる自分（2016年12月） - 演出のみ
  - 出演：ランパンプス、スクールゾーン、ボーイフレンド、おばたのお兄さん、福田麻貴、サンタかなで、メクルメクリン、鳥山大介、兵藤天貴、他
- 1010愛して（2017年7月）
  - 出演：ピクニック、シューレスジョー、ボーイフレンド・宮川、スクールゾーン・俵山、おばたのお兄さん、3時のヒロイン・かなで、他
- シェア・ザ・ワールド2020（2020年2月、紀伊國屋ホール） - 脚本・演出
  - 出演：伊勢大貴、松井勇歩、ザ・ギース、大地洋輔（ダイノジ）、五明拓弥（グランジ）、好井まさお（井下好井）、福本雄樹、塙さより、山崎真実、谷川愛梨

THE YASHIRO CONTE SHOW
- 魔王コント（2017年4月、本多劇場）
  - 出演：矢崎広、石田明（NON STYLE）、小林且弥、望月綾乃、加藤啓、篠原正明、伊勢大貴、小林顕作、デッカチャン、ピクニック、他

### 著書
- ブサイク解放宣言―見た目にとらわれない生き方のススメ（ヨシモトブックス 発売：ワニブックス）ISBN 978-4-847-09493-4
- あの頃な（角川春樹事務所）ISBN 978-4-75841415-9